# Natal Drums
La Natal Drums (in passato conosciuta anche come Natal Percussion Company) è una ditta britannica specializzata nella realizzazione di batterie e strumenti a percussione.
Nel 2010 è stata acquistata dalla Marshall Amplification.
La Natal ebbe grande successo sul finire degli anni sessanta soprattutto grazie alle sue congas rivoluzionarie in fibra di vetro che furono utilizzate da artisti come Santana, T. Rex, Led Zeppelin, Fleetwood Mac, Deep Purple e Rolling Stones.

## Endorser
- Andy Treacey
- Ash Soan
- Brian Downey[3]
- Brian Tichy
- Charlie Morgan
- Darrin Mooney
- Dhani Mansworth
- Ian Matthews
- Jack Stephens
- Matt Brobin
- Matt Goom
- Richard Kensington
- Russell Gilbrook
- Steve Grantley
- Sudha Kheterpal
- Swiss Chris